# Oldenlandia leptocaulis
Oldenlandia leptocaulis är en måreväxtart som först beskrevs av David A. Halford, och fick sitt nu gällande namn av David A. Halford. Oldenlandia leptocaulis ingår i släktet Oldenlandia och familjen måreväxter. Inga underarter finns listade i Catalogue of Life.